# Shtadlan
Un shtadlan (en hebreo: שְׁתַדְּלָן; en yiddish: שתּדלן) era un intercesor de una comunidad judía europea local. Representaban los intereses de la comunidad, especialmente los del gueto de una ciudad, y trabajaban como un "grupo de presión" que negociaba con las autoridades que ostentaban el poder para la seguridad y el beneficio de los judíos. El proceso de intercesión judía se conoce como shtadlanut (en yiddish: שתּדלנות).
Recurrían a muchas tácticas para interceder en nombre de la comunidad judía. Estas incluían apelaciones emocionales, como la mendicidad, apelaciones racionales, como tratar de implementar cartas o decretos, y también regalos de dinero u otros bienes para ganar el favor. Elyakim Zelig, de Jampol, Rumania, se refirió específicamente a la necesidad de mendigar el favor del Papa durante una misión a Roma en 1757, en la que trató de obtener apoyo para defender a los judíos contra el libelo de sangre.
Normalmente, una comunidad judía (qahal) gobernaba sus propios asuntos internos. Las interacciones con la sociedad exterior, como la recaudación de impuestos y la aplicación de diversas restricciones y compulsiones impuestas a la comunidad, eran organizadas por una junta de gobierno interna.
Desempeñaron un papel importante en la comunidad judía, especialmente en la República de las Dos Naciones. Un shtadlan destacado fue Barukh ben David Yavan, nacido a principios del siglo XVIII. Yavan desempeñó un papel decisivo en muchas misiones secretas entre el rey de Polonia, Augusto III, y Federico II de Prusia, ayudando a terminar la Guerra de Sucesión Austriaca. Yavan también estuvo en contacto con un nuncio papal en Varsovia, lo que le permitió salvar muchos Talmud tras la disputa de Kamieniec, que llevó a la quema de la mayoría de los Talmud. Jacob Teitel, nacido en 1851 bajo el dominio ruso zarista, es otro ejemplo de shtadlan influyente. Tras el inicio de un pogromo en la ciudad de Sarátov, utilizó su conexión con el gobernador regional para detener las acciones antijudías.
A finales del siglo XIX, el uso de la prensa y la opinión pública como palanca para la actividad de los shtadlan se convirtió en el cambio más importante en el trabajo de los shadlan, asociándose estrechamente con los esfuerzos de ayuda a las víctimas de los pogromos en Rusia, así como con las primeras fundaciones del sionismo político.
Tradicionalmente, los shtadlan eran considerados grandes protectores de las comunidades judías, y recibían la aprobación de las autoridades religiosas judías gobernantes de las comunidades.